# AlphaSights
AlphaSights ist ein Informationsdienstleistungsunternehmen, das manchmal auch als Expertennetzwerk bezeichnet wird.
Der Hauptsitz befindet sich in London mit weiteren Büros in New York, Hamburg, Dubai, Hongkong, San Francisco, Shanghai, Seoul, and Tokio.

## Gründer
AlphaSights wurde 2008 von Max Cartellieri und Andrew Heath in London gegründet. Die Gründer lernten sich an der Stanford Business School in Kalifornien kennen und hatten zuvor jeweils bereits andere Unternehmen gegründet, die Ciao AG und die GoIndustry AG.

## Wachstum und Auszeichnungen
AlphaSights eröffnete 2011 sein zweites Büro in New York City und ein drittes Büro in Hongkong, bevor es 2012 weitere Büros in Dubai, 2015 in San Francisco und Seoul, 2016 in Shanghai, 2017 in Hamburg und 2018 in Tokio eröffnete. Das Unternehmen wurde von The Sunday Times Fast Track 100 zum drittschnellsten wachsenden Unternehmen mit Hauptsitz im Vereinigten Königreich gekürt und erscheint seitdem jedes Jahr auf der Liste, mit Platz 11 im Jahr 2014, Platz 21 im Jahr 2015, Platz 41 im Jahr 2016 und Platz 81 im Jahr 2017.  Im April 2017 wurde AlphaSights von der Financial Times als eines der am schnellsten wachsenden und disruptivsten Unternehmen mit Hauptsitz in Europa bezeichnet Financial Times.